# Lijst van rijksmonumenten in Houten (gemeente)
De gemeente Houten telt 138 inschrijvingen in het rijksmonumentenregister. Hieronder een overzicht.

## 't Goy
De plaats 't Goy telt 8 inschrijvingen in het rijksmonumentenregister. Zie Lijst van rijksmonumenten in 't Goy voor een overzicht.

## Houten
De plaats Houten telt 61 inschrijvingen in het rijksmonumentenregister. Zie Lijst van rijksmonumenten in Houten (plaats) voor een overzicht.

## Oud-Wulven
De plaats Oud-Wulven telt 12 inschrijvingen in het rijksmonumentenregister. Zie Lijst van rijksmonumenten in Oud-Wulven voor een overzicht.

## Schalkwijk
De plaats Schalkwijk telt 46 inschrijvingen in het rijksmonumentenregister. Zie Lijst van rijksmonumenten in Schalkwijk voor een overzicht.

## Tull en 't Waal
De plaats Tull en 't Waal telt 11 inschrijvingen in het rijksmonumentenregister. Zie Lijst van rijksmonumenten in Tull en 't Waal voor een overzicht.
Amersfoort ·
Baarn ·
Bunnik ·
Bunschoten ·
De Bilt ·
De Ronde Venen ·
Eemnes ·
Houten ·
IJsselstein ·
Leusden ·
Lopik ·
Montfoort ·
Nieuwegein ·
Oudewater ·
Renswoude ·
Rhenen ·
Soest ·
Stichtse Vecht ·
Utrecht ·
Utrechtse Heuvelrug ·
Veenendaal ·
Vijfheerenlanden ·
Wijk bij Duurstede ·
Woerden ·
Woudenberg ·
Zeist